# George Chuvalo
George Louis Chuvalo (* 12. září 1937 Toronto) je bývalý kanadský profesionální boxer.
Vyrůstal v torontské chudinské čtvrti The Junction, jeho rodiče byli chorvatští přistěhovalci pocházející z okolí města Ljubuški.
V roce 1955 se stal amatérským mistrem Kanady v těžké váze, v amatérském ringu vyhrál všech šestnáct zápasů, k nimž nastoupil. Od roku 1956 boxoval profesionálně a od roku 1958 do konce kariéry byl držitelem kanadského titulu. Vybojoval 93 zápasů, z toho 73 vítězných, nikdy ve své kariéře nebyl knockoutován. Třikrát nastoupil k boji o titul profesionálního mistra světa v nejtěžší váhové kategorii, v roce 1965 proti Erniemu Terrelovi a v letech 1966 a 1972 proti Muhammadu Alimu, pokaždé prohrál výrokem rozhodčích. Ali ho označil za nejtvrdšího soupeře, kterému kdy čelil. Kariéru ukončil v roce 1978.
Hrál Markyho ve filmu Moucha. Angažuje se také v kampani proti toxikomanii mládeže (dva z jeho synů zemřeli na předávkování).
V roce 1995 se stal členem Ontario Sports Hall of Fame a v roce 1998 obdržel Řád Kanady. V roce 2011 mu byla v Ljubuškách odhalena socha.